# Мендерес, Аднан
Али Аднан Эртекин Мендерес (тур. Ali Adnan Ertekin Menderes; 1899[…], Айдын, Айдын, Османская империя или Koçarlı, Айдын, Османская империя — 17 сентября 1961[…], Имралы, Бурса) — турецкий политический деятель, премьер-министр Турции (1950—1960).

## Биография
По образованию юрист. В 1930 году был избран депутатом в меджлис. В 1935 году в составе делегации турецких журналистов посетил СССР. Будучи членом Народно-республиканской партии (правящая кемалистская партия), в начале 1944 года примкнул к оппозиционной группе, возглавляемой Джелялем Баяром, и активно выступал против партийного руководства, требуя демократизации, за что в сентябре 1945 года был исключён из НРП. В 1946 году вместе с Баяром возглавил оппозиционную Демократическую партию, выигравшую выборы 1950 года и закрепившую успех на выборах 1954 и 1957 годов. Его премьерство было ознаменовано значительным оздоровлением экономики страны, но и усилением авторитарных тенденций.
Популистская политика Мендереса сопровождалась националистической риторикой. Одним из знаковых событий эпохи его правления стал Стамбульский погром 1955 года.

## Казнь
В результате переворота 1960 года, организованного Джемалем Гюрселем, Мендерес смещён со своего поста, арестован, признан виновным в государственной измене, нарушении Конституции и коррупции, приговорён к смерти и повешен. Вместе с ним были казнены министр иностранных дел Фатин Рюштю Зорлу и министр финансов Хасан Полаткан. Ещё один член свергнутого правительства, министр здравоохранения Лютфи Кырдар, умер во время суда.
В 1987 году Полаткан, Мендерес и Зорлу были реабилитированы, в 1990 — перезахоронены на кладбище Топкапы.

## Память
В честь Аднана Мендереса названы:
- Бульвар[тур.] в Стамбуле.
- Аэропорт в Измире.
- Университет в Айдыне.
- Также установлен памятник и названа улица его именем в республике Казахстан, город Туркестан.